# La Loupe
La Loupe is een gemeente in het Franse departement Eure-et-Loir (regio Centre-Val de Loire). De plaats maakt deel uit van het arrondissement Nogent-le-Rotrou. La Loupe telde op 1 januari 2022 3.230 inwoners.

## Geografie
De oppervlakte van La Loupe bedroeg op 1 januari 2022 7,27 vierkante kilometer; de bevolkingsdichtheid was toen 444,3 inwoners per km².

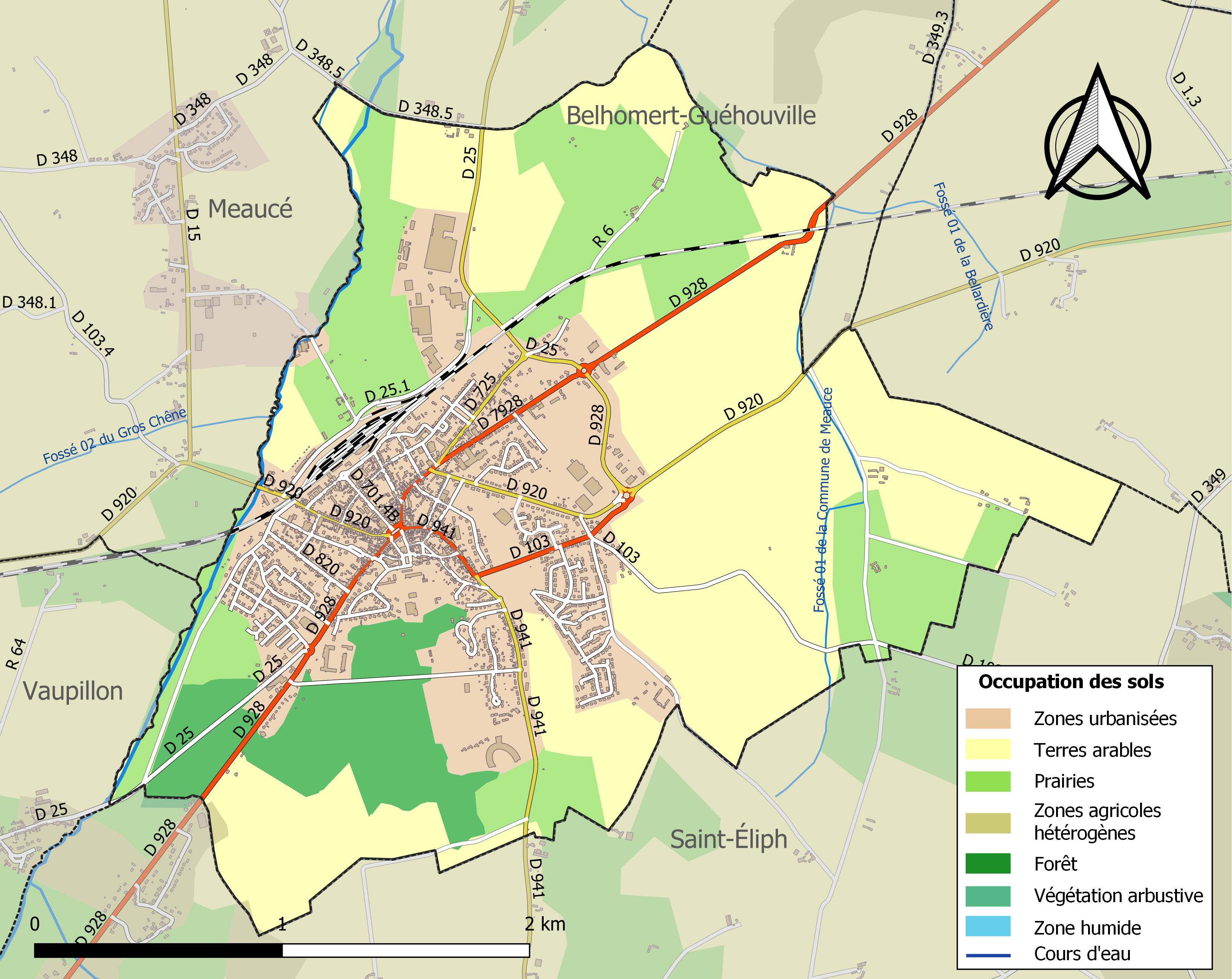
Kaart van de gemeente met belangrijkste infrastructuur, bodemgebruik en omliggende gemeenten

## Verkeer en vervoer
In de gemeente ligt spoorwegstation La Loupe.

## Demografie
Onderstaande figuur toont het verloop van het inwonertal (bron: INSEE-tellingen).